# Jacques Neirynck

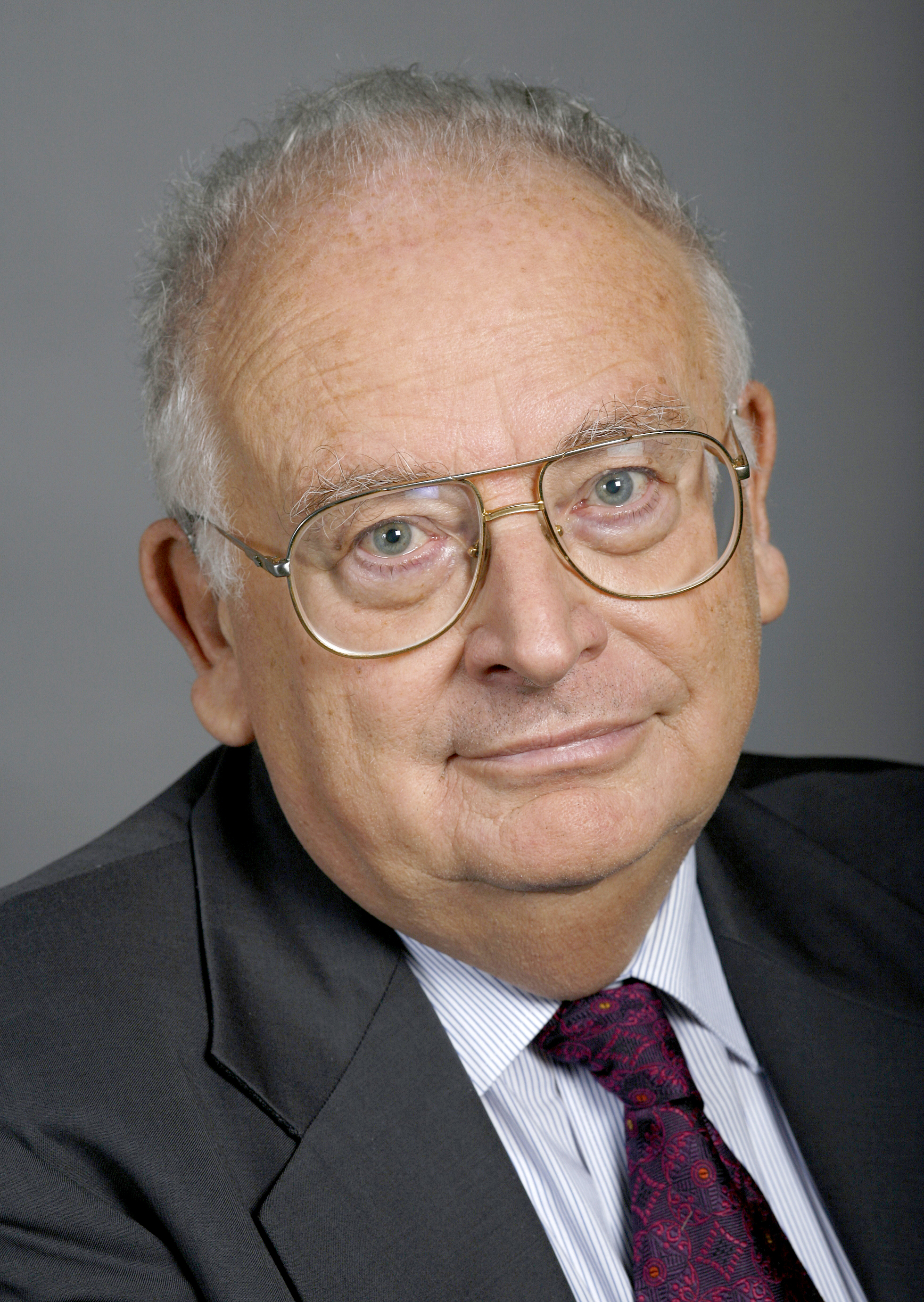
Jacques Neirynck (2007)

Jacques Neirynck (* 17. August 1931 in Uccle/Ukkel, Belgien; heimatberechtigt in Ecublens, Waadt; † 24. Juli 2025 in Ecublens) war ein Schweizer Politiker (CVP), Elektrotechniker, Verbraucherschützer und Autor von Büchern zum Thema technischer Fortschritt.

## Leben
Neirynck studierte Elektrotechnik und erhielt 1954 sein Diplom; anschliessend (1954 bis 1957) arbeitete er im belgischen Kohlebergbau. Von 1957 bis 1963 hatte er eine Professur für Elektrotechnik an der Universität Kinshasa in Zaire und promovierte parallel dazu (1958) an der Katholischen Universität Löwen in Belgien. Von 1963 bis 1972 arbeitete er im Forschungslabor von Philips in Brüssel, zunächst als Leiter der Gruppe für angewandte Wissenschaften, dann als stellvertretender Direktor. Von 1972 bis 1996 war er ordentlicher Professor für Netzwerke und Systeme an der École polytechnique fédérale de Lausanne, ab 1996 Honorarprofessor. 1982 wurde er Fellow des Institute of Electrical and Electronical Engineers in New York. 
Neben seiner wissenschaftlichen Tätigkeit engagierte sich Neirynck ab 1963 für den Verbraucherschutz und war bis 1999 Stiftungsrat der europäischen Konsumentenorganisation Conseur.
Im Jahr 1999 wurde er bei den Parlamentswahlen in den Nationalrat gewählt. Nachdem er seinen Sitz bei den darauffolgenden Wahlen 2003 verloren hatte, konnte er ihn bei den Wahlen 2007 zurückgewinnen und 2011 erfolgreich verteidigen. 2015 schaffte er jedoch die erneute Wiederwahl nicht. Neirynck hatte Einsitz in der Aussenpolitischen Kommission (APK), der Kommission für Wissenschaft, Bildung und Kultur (WBK) und der Redaktionskommission (RedK). Auch wurde er mehrmals in den Grossen Rat des Kantons Waadt gewählt.
Landesweite Bekanntheit erlangte Neirynck als einer der fünf Hauptdarsteller im Dokumentarfilm Mais im Bundeshuus. Er lebte in Ecublens, war verheiratet und hatte fünf Kinder. Neben der Schweizer Staatsangehörigkeit (ab 1996) besass er auch die belgische sowie die französische. Er starb im Juli 2025 im Alter von 93 Jahren in Ecublens.

## Ehrungen
- 1996 Prix des libraires religieux de France
- 1996 Honorarprofessor École polytechnique fédérale de Lausanne
- 1997 Prix Charles Oulmont

## Werke (Auswahl)
Neirynck veröffentlichte über hundert wissenschaftliche Publikationen und mehrere belletristische Bücher. Sein Forschungsschwerpunkt waren Elektrofilter.

### Als Autor
Belletristik
- L’ange dans le placard. Roman. Desclée de Brouwer, Paris 1999, ISBN 2-220-04420-3.
- Le cendres de superphénix. Roman. Desclée de Brouwer, Paris 1997, ISBN 2-220-04037-2 (zusammen mit Alex Décotte).
- Le crime du Prince de Galles. Éditions 10-18, Paris 2007, ISBN 978-2-264-04352-8 (Grands détectives; 4046).
- Et Malville explosa. Roman. Favre, Lausanne 1988, ISBN 2-8289-0385-0 (zusammen mit Alex Décotte).
- La faute du président Loubet. Éditions 10-18, Paris 2008, ISBN 978-2-264-04640-6 (Grands détectives; 4120).
- La mort de Pierre Curie. Éditions 10-18, Paris 2007, ISBN 978-2-264-04351-1 (Grands détectives; 4045).
- Un pape suisse. Press de la Renaissance, Paris 2006 (3 Bde.).

1. Le manuscrit du Saint-Sépulcre. 2006, ISBN 2-266-15536-9.
2. La révélation de l’ange. 2006, ISBN 2-266-14911-3.
3. La prophétie du Vatican. Neue Ausg. 2006, ISBN 2-266-14498-7.

- Le siège de Bruxelles. Roman. Desclée de Brouwer, Paris 1997, ISBN 2-220-03818-1.

Sachbücher
- Der göttliche Ingenieur. Die Evolution der Technik („Le 8e jour de la création“). 7. Aufl. Expert-Verlag, Renningen 2008, ISBN 978-3-8169-2774-7.
- Peut-on vivre avec l’Islam? Favre, Lausanne 1999, ISBN 2-8289-0784-8.
- Première épitre aux technicien. University Press, Lausanne 1990, ISBN 2-88074-181-5 (zusammen mit Philippe Baud).
- Profession menteur. Astrologues, numérologues, voyants, visionnaires, financiers, publicitaires, sectaires et autres. Favre, Paris, 2010, ISBN 978-2-8289-1160-7.
- Das Rätsel Vassula. In direkter Kommunikation mit Gott? („L’énigme Vassula“). Parvis-Verlag, Hauteville 1998, ISBN 3-907523-87-3.
- Science et conscience. La cas du génie génetique. University Press, Lausanne 2005, ISBN 2-88074-660-4.

### Als Herausgeber
- Circuits non linéaires. University Press, Lausanne 1985, ISBN 2-88074-070-3 (Compléments au traité d’électricité).
- Traité d’électricité de l’École Polytechnique Fédérale de Lausanne. Éditions Georgi, St. Saphorin 1978/86, ISBN 2-604-00002-4 (22 Bde.).